# 成田雅嗣
成田 雅嗣（なりた まさつぐ、1981年4月13日 - ）は、日本の俳優、歌手、アーティスト、モデル、実業家。岡山県倉敷市出身。身長175cm、血液型はB型。関西高等学校、東洋大学卒業。FUNGO所属、プロダクション代表者、アーティストマネージャー。

## 略歴
- 2000年5月、BiDaNにスカウトされ、モデルとして全国デビュー。
- 2000年8月、渋谷、NHKホール前にてストリートライブを開始。
- 2000年8月、BSフジ『STREET MUSICIANS LIVE』に出演。
- 2001年8月、フジテレビ『ものまね紅白歌合戦』に出演（河村隆一のものまねを行う）。
- 2002年1月13日、1st Maxi Single「二人の時計」発表。
- 2004年9月30日、2nd Maxi Single「鈴蘭」発表。
- 2004年9月30日、1st Album「永遠の絆」発表。
- 2004年10月、芸能界を一時引退。経営コンサルティング会社に勤務する。
- 2008年5月、会社を退職。
- 2009年2月、映画、ドラマ、CM等の芸能活動再開。
- 2009年9月、J-オイルミルズ「AJINOMOTO 軽〜いおいしさ長持ち油」のTVCMに出演。
- 2012年3月11日、ウェディングソング無料制作サービス「婚てニュー」開始。
- 2012年3月11日、配信限定で「二人の時計」をリリース。無料ダウンロード開始。
- 2012年9月11日、配信限定で「誰よりも君が好き」をリリース。無料ダウンロード開始。
- 2013年1月28日、TOKYO FM『infix 長友仍世のくるめのめくるめくナイ2』出演。
- 2013年4月1日、TOKAIケーブルネットワーク『MUSIC PARTY』出演。
- 2013年11月、プロデューサーとしての活動を開始。
- 2014年1月25日、電子書籍にて、「僕を探しに」（「平成のサムライ」に収録）をリリース。Amazonニューリリース部門でデイリーチャート1位を記録。
- 2015年3月、舞台『サンドイッチの作り方』（プロデューサー）公演。
- 2016年8月、映画『私の刺』（プロデューサー）公開。
- 2016年10月、映画『華やぎの時間』（プロデューサー）公開。クリエイターズ・ファクトリー 入選。
- 2017年1月、Webドラマ『あなたの物語』（プロデューサー）公開。
- 2017年6月、映画『華やぎの時間』（プロデューサー）、ショートショート フィルムフェスティバル ＆ アジア 2017 入選。ジャパン部門 アクトレス賞 受賞。
- 2019年2月、眉村ちあき主演の映画『夢の音』（宣伝プロデューサー）が吉祥寺ココマルシアターにて劇場公開。その後、下北沢トリウッド、秋葉原UDXシアター、大阪シアターセブン、名古屋シネマスコーレ、福岡KBCシネマ、京都みなみ会館等で上映。
- 2019年1月23日、日本武道館にて行われた『超英雄祭 KAMEN RIDER×SUPER SENTAI LIVE&SHOW 2019』に石原慎一が出演。
- 2019年6月、映画『夢の音』（宣伝プロデューサー）、新人監督映画祭に出品。
- 2019年7月、ディズニー映画『トイ・ストーリー4』で石原慎一が音楽演出を担当。
- 2020年10月、デビュー前からマネジメントを担当している平井早紀が主演を務める映画『ある職場』が、東京国際映画祭で初上映。レッドカーペットに参加。
- 2020年10月、東映・バンダイと共同企画し、『仮面ライダーストア』プロモーション動画を製作（製作総指揮、監督、企画）。出演は、仮面ライダーBLACK RXの宮内タカユキと、仮面ライダーアギトの石原慎一。
- 2020年11月、映画『the believers ビリーバーズ[4]』（プロデューサー、企画）、池袋 シネマ・ロサにて劇場公開。その後、神戸 アートビレッジセンター、大阪 シアターセブン、名古屋 シネマスコーレ、広島 横川シネマ等で上映。
- 2021年10月、映画『the believers ビリーバーズ[4]』（プロデューサー、企画）、BERLIN INDIE FILM FESTIVALにて、BEST FEATURE FILMを受賞。
- 2022年3月、映画『ある職場』がポレポレ東中野にて劇場公開。
- 2024年1月13日、デビュー22周年特別企画として、4曲同時リリース。『僕をさがしに』『二人の時計 （2023 Remastering）』『誰よりも君が好き』『命の願い』。

## ディスコグラフィー

### シングル
- 二人の時計（2002年1月13日）
- 鈴蘭(2004年9月30日）
- 二人の時計（2012年3月11日）無料ダウンロード限定
- 誰よりも君が好き（2012年9月11日）無料ダウンロード限定
- 二人の時計（2019年12月25日）配信
- 僕をさがしに（2024年1月13日）配信
- 二人の時計 （2023 Remastering）（2024年1月13日）配信
- 誰よりも君が好き（2024年1月13日）配信
- 命の願い（2024年1月13日）配信

### アルバム
- 永遠の絆（2004年9月30日）

### カラオケ配信
- 二人の時計 （ジョイサウンドにて配信）

## 出演

### CM
- J-オイルミルズ、「AJINOMOTO　軽〜いおいしさ長持ち油」（2009年）

### モデル
- BiDaN(2000年、インデックス・コミュニケーションズ)

### バラエティ
- ものまね紅白歌合戦（2001年、フジテレビ）

### その他のテレビ番組
- STREET MUSICIANS LIVE（2000年、BSフジ）
- 筑紫哲也NEWS23（2001年、TBS）
- トゥナイト2（2001年、テレビ朝日）
- The Street Fighters（2002年、テレビ朝日）
- MUSIC PARTY（2013年、TOKAIケーブルネットワーク）
- スッキリ!!（映像提供）（2013年、日本テレビ）

### ステージ
- 大江戸温泉物語（2009年）

## その他

### 書籍
- 僕を探しに（2014年、株式会社レオン出版事業部）

### 監督
- 『仮面ライダーストア』プロモーション動画（2020年）：製作総指揮、監督、企画

### プロデュース作品・サービス
- ウェディングサービス『婚てニュー』（2012年）：プロデュース
- 舞台『サンドイッチの作り方』（2015年）：プロデュース
- 映画『私の刺』（2016年）：プロデュース
- 映画『華やぎの時間』（2016年）：プロデュース
- Webドラマ『あなたの物語』（2017年）：プロデュース
- 映画『夢の音』（2019年）：宣伝プロデュース
- 映画『the believers ビリーバーズ』（2020年）：プロデュース

### プロデュースライブ、ライブサポート
- 石原慎一
- 水木一郎
- 尾藤イサオ
- 川島和子
- 山野さと子
- 宮内タカユキ
- 速水けんたろう
- 風雅なおと
- 高取ヒデアキ
- うちやえゆか
- 出口たかし
- サスケ (埼玉県出身のデュオ)
- 眉村ちあき